# 秦启宗
秦启宗（1933年—），男，浙江宁波人，中国物理化学家、放射化学家，曾任复旦大学教授、博士生导师。